# České Heřmanice

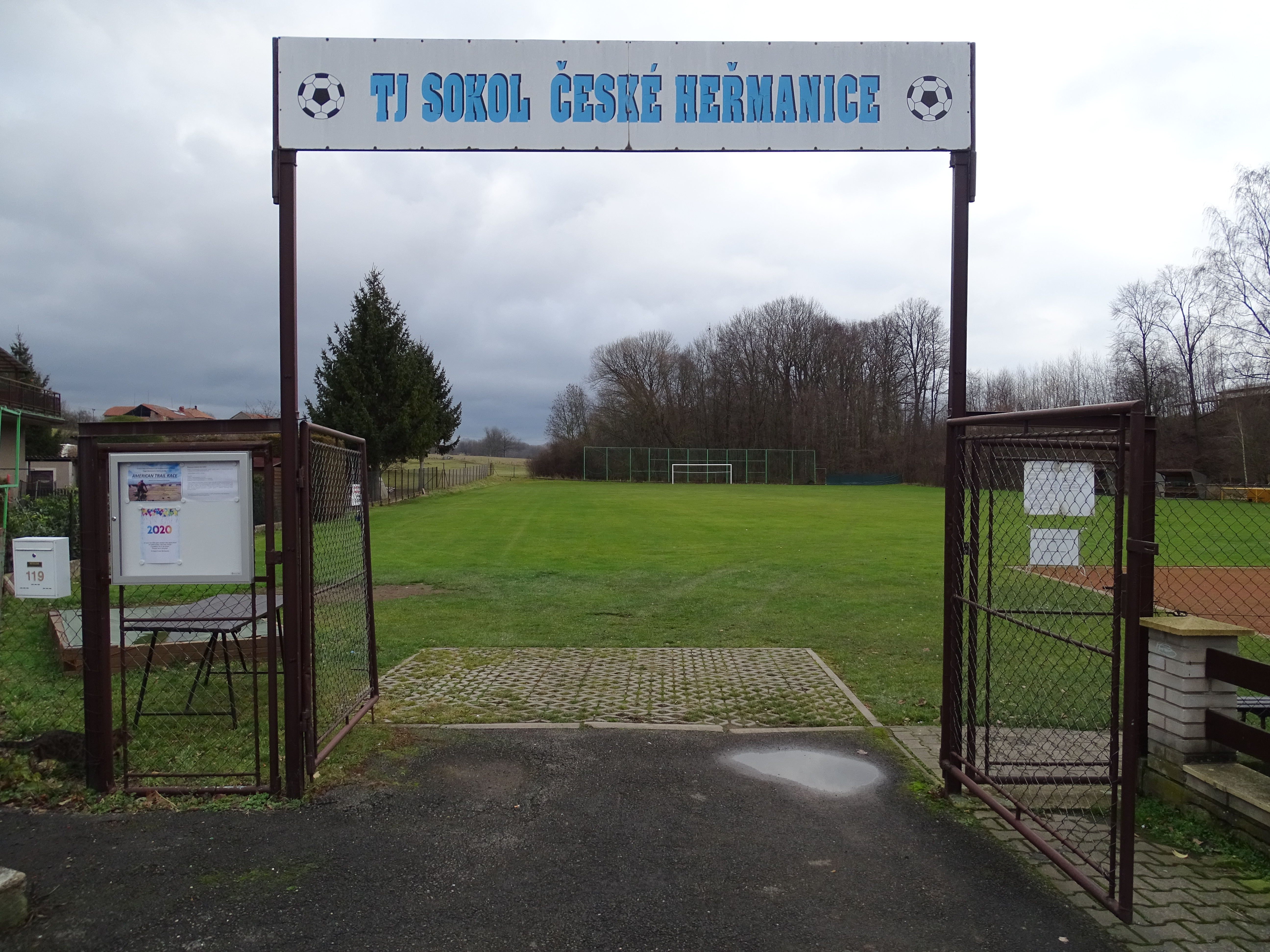
fotbalový stadion Č. Heřmanice

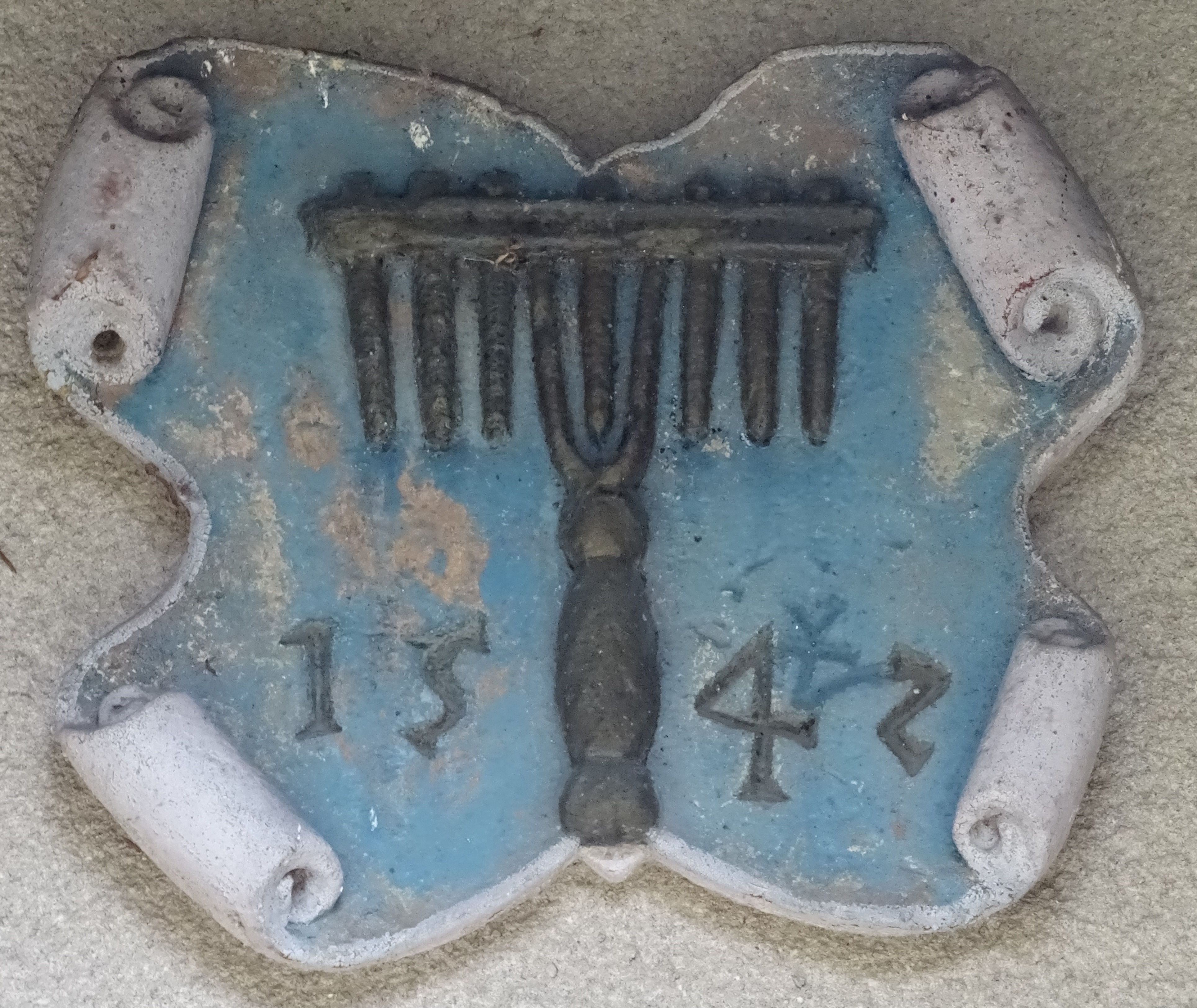
erb nad vchodem kostela sv. Jakuba Většího

České Heřmanice (německy Böhmisch Hermanitz) jsou městys v okrese Ústí nad Orlicí v Pardubickém kraji, zhruba 7 kilometrů východně od Vysokého Mýta a 8 kilometrů severozápadně od Litomyšle. Městys se rozkládá se na ploše 9,97 km2 v katastrálních územích České Heřmanice a Chotěšiny a žije v něm 604 obyvatel. Městys spravuje sedmičlenné obecní zastupitelstvo. České Heřmanice jsou členem svazku obcí mikroregionu Vysokomýtsko, Svazu měst a obcí České republiky a sdružení obcí SO OBORA, které je v likvidaci.

## Historie
První zmínka o vsi Heřmanice se datuje k roku 1226, kdy se uvádí, že Svatoslav z Heřmanic (Suatozlav de Hermannic), který sídlil na Heřmanicích coby první známá osobnost a majitel zdejší dědiny, je zaznamenán na královské listině Přemysla Otakara I. Z toho vyplývá, že dědina byla zřejmě založena dříve. Také z dějin Heřmanic je zřejmé, že se mohou počítat mezi nejstarší osady v litomyšlském okolí. Heřmanic bylo více, první bezpečná zpráva pochází z roku 1356, kdy byla na návrší zbudovaná tvrz, tato starší tvrz se zmiňuje jako pustá v roce 1546.
Doba prvního rozkvětu Heřmanic je spojena s českým pánem Bohuňkem z Adršpachu, která zde působil mezi léty 1460 až 1506. Obýval jednu ze dvou tvrzí (první na kopci zanikla již před rokem 1546, druhá až v 17.–19. století). Vymohl na králi Vladislavovi Jagellonském povýšení vsi na samostatné městečko, které bude požívat práv jako jiné podobná města. To bylo stvrzeno královskou listinou a opatřeno královskou pečetí. Obdržela tehdy právo mít každý čtvrtek trh a ve svátek sv. Jakuba jarmark, který měl trvat po osm dní, a další městská privilegia tehdejší doby. Bohuněk užíval stříbrnou znakovou pečeť s erbem šachovnice, která se dochovala v Regionálním muzeu v Litomyšli.
V pozdější době přibyly k Českým Heřmanicím osady, Netřeby založeny roku 1661 a Borová založena roku 1698, když litomyšlské panství vlastnili Trautmansdorfové, kteří tyto osady v blízkosti Heřmanic založili. Osídlení osad tvořili „hraběcí chalupníci“ a jejich založením bylo sledováno lepší využití lesní půdy, která osídlencům byla přidělena do nájmu. Netřeby a Borová byly ovšem k obci Heřmanice přivtěleny až podle josefínského katastru od roku 1785. V 18. století se také v názvu vsi objevuje přívlastek České, pro odlišení od Heřmanic Německých (Horních).
Do roku 1923 byly České Heřmanice městysem. V roce 1960 byla v rámci územněsprávní reorganizace ještě k Českým Heřmanicím přičleněna do té doby samostatná obec Chotěšiny s vlastním katastrálním územím. Od 14. dubna 2016 jsou České Heřmanice opět městysem.

## Vybavenost obce
- obecní úřad, pošta
- mateřská škola, základní škola
- tělocvična, fotbalové hřiště, antukový kurt
- kulturní dům
- hasičská zbrojnice
- obchod
- hospoda
- knihovna
- kostel, hřbitov
- vodovod, kanalizace, plynofikace

## Zájmová sdružení občanů
- SDH České Heřmanice, Chotěšiny, Netřeby
- TJ Sokol České Heřmanice
- Myslivecké sdružení Březina České Heřmanice
- Farní společenství sv. Jakuba
- ČČK České Heřmanice
- Komunitní škola web

## Pamětihodnosti
- Kostel sv. Jakuba Většího, poprvé připomínán roku 1350, přestavován 1547 a 1720–1733. Na stěnách kostela zaznamenána data 1950, 1731 a erb nad vchodem s letopočtem 1542.[8]
- kamenný kříž před vchodem do areálu kostela sv. Jakuba z roku 1835
- kamenná socha na podstavci z roku 1911 na návsi
- pomník obětem válek v letech 1914–1918 a 1939–1945 v parkčíku před budovou Obecního úřadu
- Venkovská usedlost čp. 30
- Sýpka u čp. 49

## Části obce
(počty domů a obyvatel dle sčítání lidu roku 2021)
- Borová (16 domů, 28 obyvatel)
- České Heřmanice (129 domů, 414 obyvatel)
- Chotěšiny (30 domů, 75 obyvatel)
- Netřeby (34 domů, 82 obyvatel)

### Netřeby
Osada Netřeby leží jihovýchodním směrem asi 2 km od Českých Heřmanic na silnici spojující město Choceň s Litomyšlí. Tvoří ji zhruba 35 obytných domů, hasičská zbrojnice víceúčelová stavba “hala“ a drůbežárna. Ve vsi žije asi osmdesát obyvatel, za prací většinou dojíždějících do okolních měst. Děti navštěvují školu v Českých Heřmanicích, Sloupnici, Litomyšli případně jinde.
Netřeby byly založeny na panské půdě roku 1661. Tato lokalita však byla osídlena o několik staletí dříve. Na místě Netřeb stála ves Švábenice zmiňovaná již roku 1167 ve vztahu k Litomyšlskému klášteru. Tehdejší vlastníci páni ze Švábenic sídlili na tvrzi či na hradu v Heřmanicích. Nejznámější z nich Vítek spravoval tuto oblast počátkem 14. století. Nedaleké údolí směřující podél potoka k Cerekvici nazývané dnes Švábenice mělo důležitou funkci v dobách středověku. Dvě strážní věže zde postavené dbaly na ochranu pocestných na Trstenické stezce. Typickým přírodním znakem oblasti jsou rybníky s flórou a faunou, která potěší každého turistu, přírodovědce nebo každodenně místní obyvatele. Je to Velký netřebský rybník, Heřmánek, Šváb a ve vesnici pak Malý netřebský rybník.
V dnešní době je většina obyvatel obce sdružena ve Sboru dobrovolných hasičů. Všeobecně pak platí, že cokoliv se v osadě pořádá, je prací i organizací pověřen téměř každý občan. Obdivuhodná je jejich schopnost zapojit do díla i chalupáře.[zdroj?] Každé dva roky pořádají Netřebští hasičský ples, každý pátý rok sjezd rodáků.

### Borová
Borová je od Českých Heřmanic vzdálena asi 2 km k východu. Koncem 17. století se jako jedno z výhodných míst pro založení nové osady ukázala pustina mezi Heřmanicemi a Sloupnicí. Tímto územím vedla významná cesta spojující Vysoké Mýto s Českou Třebovou. Na návrší u této cesty stála panská hospoda. V roce 1698 poblíž hospody, hojně navštěvované okolo projíždějícími formany, na zbývající panské půdě byly postaveny první chalupy. Jejich počet asi nebyl vyšší než 4. Jméno nově vzniklé osadě dal převládající lesní porost. Tak vznikla Borová. Příslušníci první generace obyvatel Borové museli překonat řadu těžkostí, ale vytrvali na půdě, kterou pracně přetvářeli a která nebyla ani jejich.
Zápisy o narození, úmrtí a oddavkách prvních obyvatel Borové byly zaznamenávány do matrik v Brandýse nad Orlicí. Od roku 1711 začaly být vedeny matriky na farním úřadě v Heřmanicích. Při očíslování domů, provedeném v roce 1770, bylo již v Borové 9 domů. Měření rolí, luk, lesů a všech jiných pozemků bylo provedeno v roce 1785 a má název „Josefínský katastr“. Borová je v tomto katastru uvedena jako přivtělená k obci Heřmanice.
Závislost obyvatel na vrchnosti skončila se zrušením roboty v roce 1848. Na místo rychtáře dosazovaného vrchností, vytváří se obecní samospráva v čele se starostou. V roce 1869 byl postaven kamenný kříž u silnice uprostřed vsi. Při sčítání obyvatel, provedeném v tomto roce, bylo v Borové napočítáno 106 obyvatel.
S současnosti má osada Borová 19 obytných domů a žije zde 34 obyvatel. Přírodní zajímavostí je romantické údolí Sloupnického potoka, který protéká hned pode vsí a lesní zákoutí „Pod Labem“.

### Chotěšiny
Chotěšiny jsou situovány zhruba 1,5 km severně od Českých Heřmanic. První písemná zmínka o vsi pochází z roku 1307. V roce 1848 bylo v Chotěšinách 23 domů a žilo zde 108 obyvatel. Před rokem 1848 byly Chotěšiny samostatnou obcí a patřily k panství Vysoké Mýto. Po roce 1848 se sloučily s Vračovicemi a Orlovem v jednu politickou obec. Při volbách roku 1882 se odtrhly a staly se opět samostatnou obcí. Chotěšiny byly připojeny k Českým Heřmanicím v roce 1960. Hospodářsky se sloučila jednotná zemědělská družstva již 1. ledna a začala společně hospodařit. Politicky pak byly Chotěšiny připojeny k Heřmanicím od 1. července. Chotěšiny měly v této době 31 popisných čísel. V současné době je počet obyvatel šedesát sedm.

## Galerie

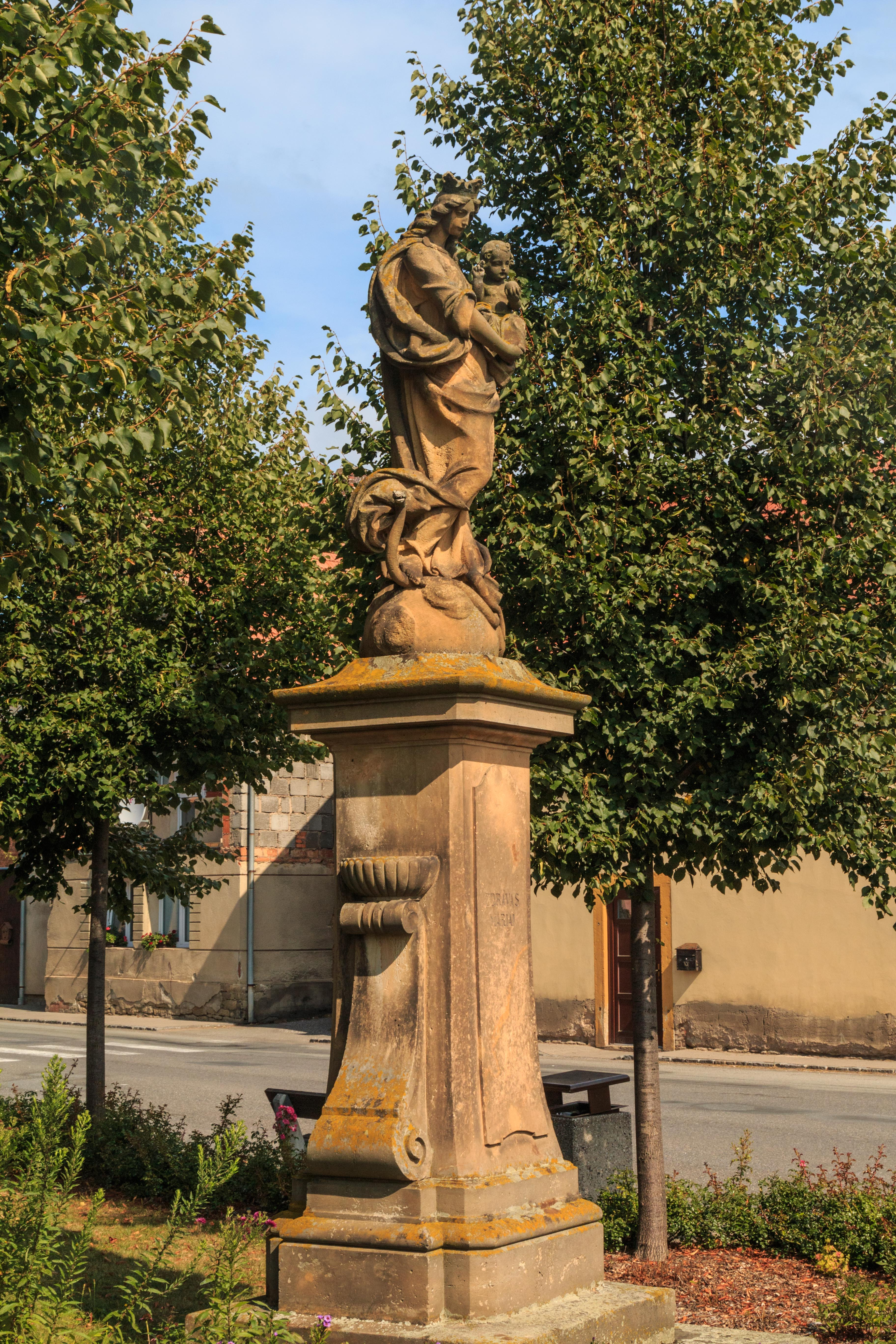
Mariánský sloup v Českých Heřmanicích
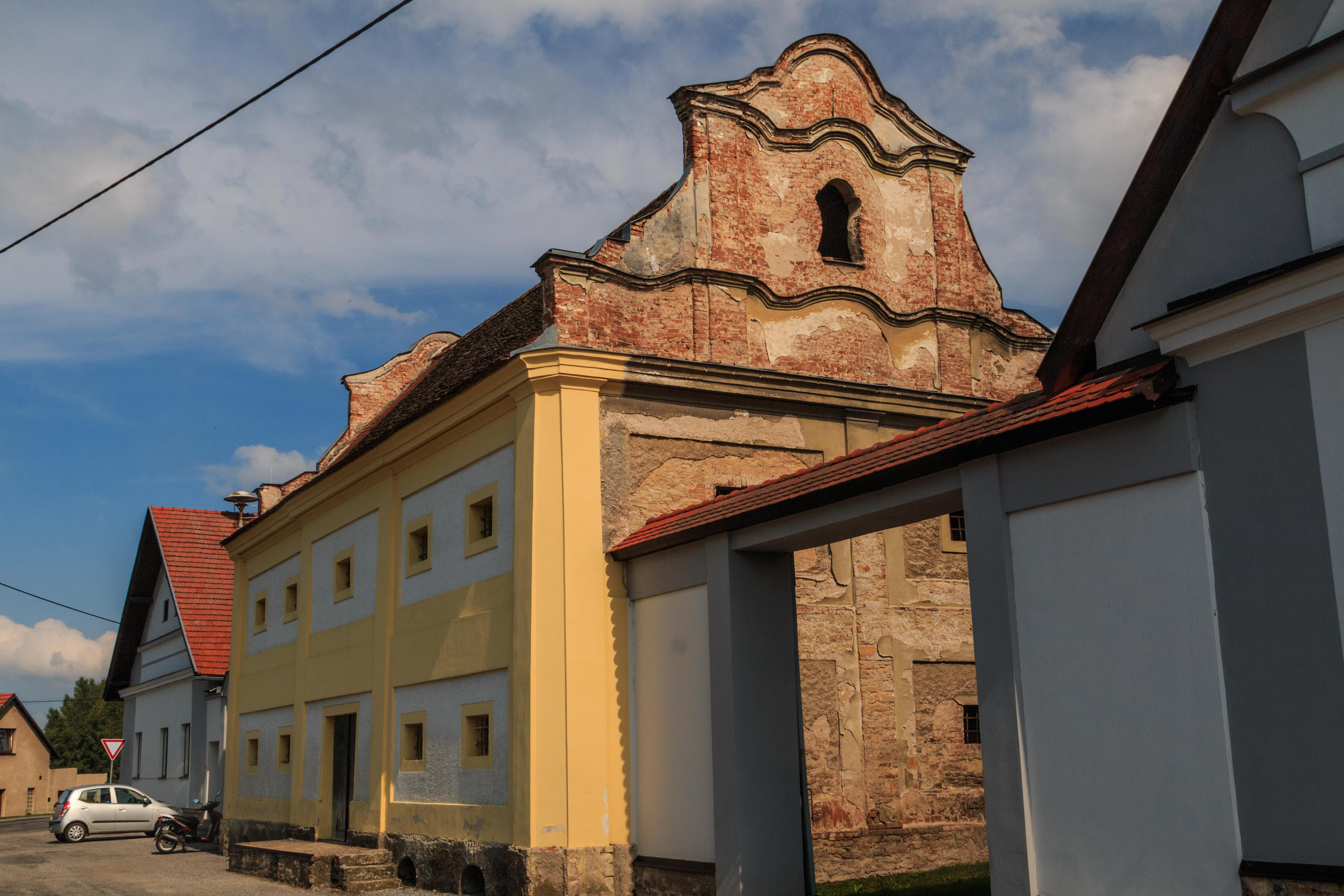
Sýpka u čp. 49 - České Heřmanice
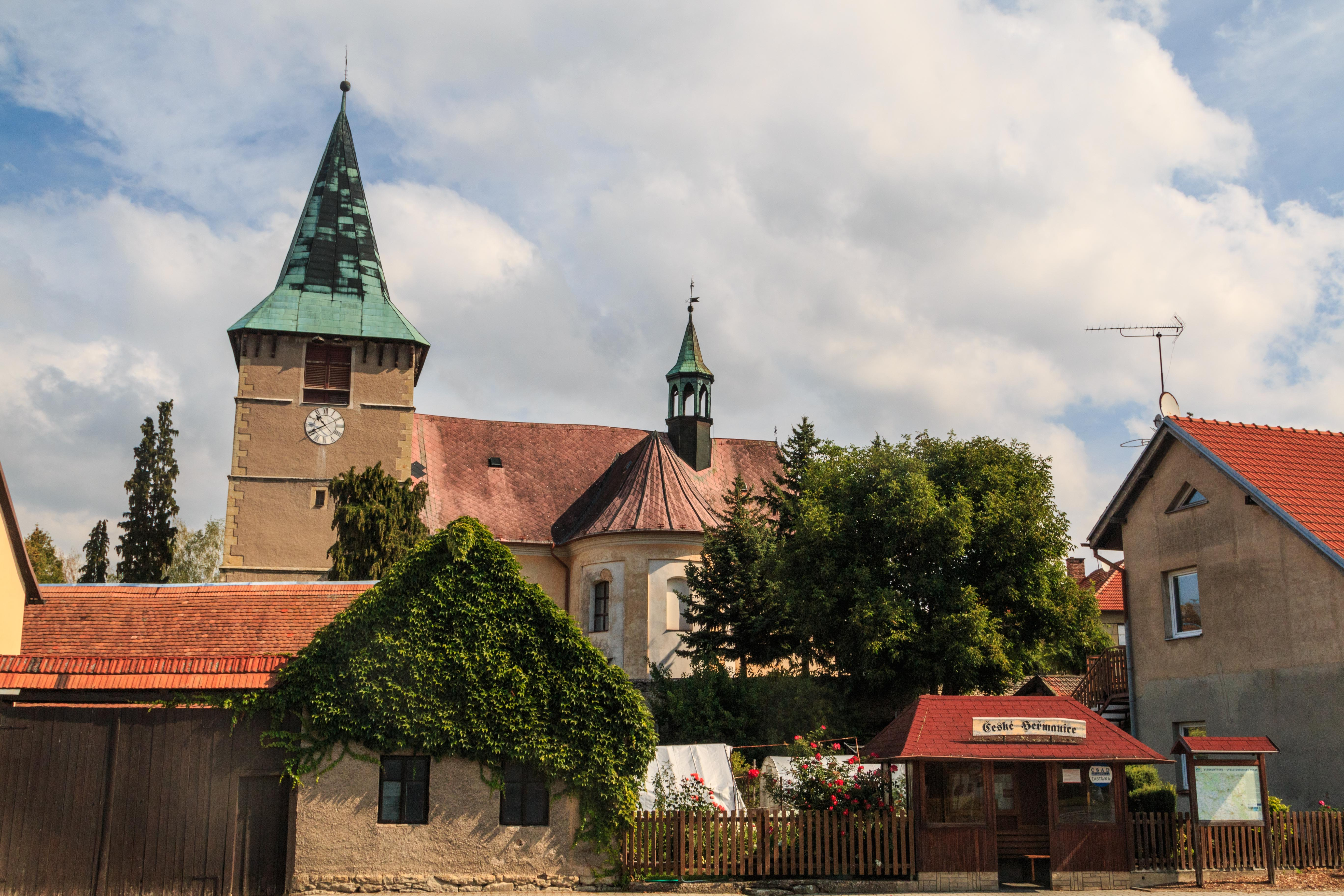
Kostel svatého Jakuba Většího (České Heřmanice)